# ヘッドフォンチルドレン
『ヘッドフォンチルドレン』は、THE BACK HORNの4枚目のフルアルバム。2005年3月16日発売。DVD付初回限定盤と通常盤の2形態で発売。2008年9月3日には廉価再発された。

## 収録曲
全作曲・編曲：THE BACK HORN
特記以外作詞：菅波栄純
1. 扉
作詞：山田将司
2. 運命複雑骨折
3. コバルトブルー
9thシングル。
4. 墓石フィーバー
5. 夢の花
作詞：松田晋二
8thシングル。
6. 旅人
7. パッパラ
8. 上海狂騒曲
9. ヘッドフォンチルドレン
10. キズナソング
10thシングル。
11. 奇跡
作詞：松田晋二
映画「ZOO」主題歌。PVにも映画のシーンが挿入されている。
『BEST THE BACK HORN』にも収録。

## 初回限定盤DVD
1. 奇跡
2. キズナソング MUSIC ON! TV 番組スポット

## 演奏
- 金原千恵子ストリングス：Strings (#10)
- 角谷仁宜：Manipulation (#10)